# Clock
El clock es la unidad de tiempo circular propia de la programación radiofónica. Generalmente su duración es de una hora. Cada clock tiene isoritmos: elementos que se repiten (la sigla de programa, el nombre de la emisora, saludos, publicidad) y que permiten reconocer la emisora fácilmente.
El clock está organizado en partes invariables (isoritmos) y variables (música, pinchadiscos, conductores). A cada elemento se le da una porción de tiempo precisa.
El clock es el documento de identidad de cada emisora: cada una tiene un clock propio y cada formato necesita un clock particular.

## Enlaces relacionados
- Lenguaje Radiofónico
- Radio (medio de comunicación)
- Guion radiofónico
- Jingle

- Datos: Q5772761